# Trupialer
Trupialer (latin: Icteridae) er en familie af små til mellemstore spurvefugle, der udelukkende findes i Amerika. De fleste arter i familien har sort som den dominerende farve på fjerdragten, ofte suppleret med en iøjnefaldende gul, orange eller rød farve. 

## Karakteristik
Størstedelen af trupialerne lever i troperne, selv om der også findes arter i tempererede områder, heriblandt stærlinger og langhalet englærke. Den største koncentration af ynglende trupialer finder man i Colombia og i det sydlige Mexico. De holder til i forskellige naturtyper som buskadser, sumpe, skove og savanner. Arter, der yngler i tempererede områder, er trækfugle, hvor mange arter fra USA og det sydlige Canada overvintrer i Mexico og Centralamerika. 
Trupialerne varierer en del i størrelse, og man finder ofte betydelig kønsdimorfisme. For eksempel er hannen af kragegracklen 60 % tungere end hunnen. Den mindste trupial er rusttrupialen, hvor hunnen i gennemsnit er 15 cm lang og vejer 18 gram, mens den største art er hvidkindet oropendola, hvor hannen er 52 cm lang og vejer 550 gram. Denne variation er større end hos nogen anden familie af spurvefugle (med mindre man medregner fuglekongetyran til kotingaer, der så har større variation). Et kendetegn, der er specielt for trupialer, er deres tilpasning til at åbne ting; deres kranier er dannet på en måde, der gør det muligt for dem at åbne deres næb kraftfuldt i stedet for mere passivt. Derved kan de udvide små åbninger og derved få fat i ellers skjult føde.
Trupialerne har tilpasset sig til en række forskellige typer føde. Oropendolaer og pungstære bruger deres evne til at udvide åbninger til frugter, hvor de åbner hårde skaller for at få fat i den søde frugtkød; til det formål har de ret lange næb. Kostære og bobolink har mere stumpe næb for at kunne knuse frø. Sorttrupialen bruger sit næb til at rode i barken på træer og epifytter og har derved fundet en evolutionær niche, der ellers tilhører trækrybere. New world-trupialerne suger nektar.
Redevanerne hos trupialerne er tilsvarende forskelligartede og omfatter hængende, vævede reder hos oropendolaer og new world trupialer. Mange trupialer bygger rede i kolonier, hvor der kan være op imod 100.000 fugle. Nogle kostære snylter med æglægningen; de lægger deres æg i reder fra andre fuglearter og ligner derved nogle gøgearter.
Nogle trupialarter, fx rødvinget stærling, regnes i nogle områder af USA for at være det værste skadedyr med ryghvirvel i afgrøder som ris. Udgiften til at modvirke skaderne fra den rødvingede stærling løb op i $30 pr. acre i Californien i 1994. Ikke alle trupialarter klarer sig lige godt, og en del arter er truet af udryddelse, fordi deres naturlige levesteder forsvinder. Til disse arter hører sorttrupial, gulskuldret stærling og sankt lucia-trupial.

## Klassifikation
Familie: Trupialer (Icteridae)
- Slægt Dolichonyx – Bobolink
- Slægt Agelaius – Stærlinger (5 arter)
- Slægt Xanthopsar – Gul stærling
- Slægt Agelasticus  (3 arter)
- Slægt Chrysomus  (2 arter)
- Slægt Nesopsar – Sorttrupial
- Slægt Sturnella – Englærker (7 arter)
- Slægt Xanthocephalus – Gulhovedet trupial
- Slægt Dives (3 arter)
- Slægt Euphagus (2 arter)
- Slægt Quiscalus – Ægte grackler (5 levende arter, 1 nyligt uddød)
- Slægt Agelaioides – Brunvinget kostær
- Slægt Molothrus – Ægte kostære (5 arter, inkluderer Scaphidura)
- Slægt Icterus – New World trupialer (25-30 arter, heriblandt baltimoretrupial)
- Slægt Amblycercus – Gulnæbbet pungstær
- Slægt Ocyalus – Brednæbbet oropendola (inkluderer muligvis Clypicterus)
- Slægt Clypicterus – Hjelmoropendola
- Slægt Cacicus – Ægte pungstære (omkring 10 arter)
- Slægt Psarocolius – Ægte oropendolaer (omkring 10 arter, inkluderer Gymnostinops)
- Slægt Gymnomystax – Piroltrupial
- Slægt Pseudoleistes – Sumpstære (2 arter)
- Slægt Amblyramphus – Rødhovedet stærling
- Slægt Hypopyrrhus – Rødbuget stærling
- Slægt Curaeus (2 arter)
- Slægt Gnorimopsar – Chopistærling
- Slægt Oreopsar – Boliviastærling
- Slægt Lampropsar – Fløjlspandet sortstær
- Slægt Macroagelaius (2 arter)